# Medusaceratops
Medusaceratops é um gênero extinto de dinossauro ceratopsiano centrossauríneo conhecido na Formação Judith River do Cretáceo Superior (andar Campaniano médio) de Montana, norte dos Estados Unidos. Ele contém uma única espécie, Medusaceratops lokii.

## Descoberta

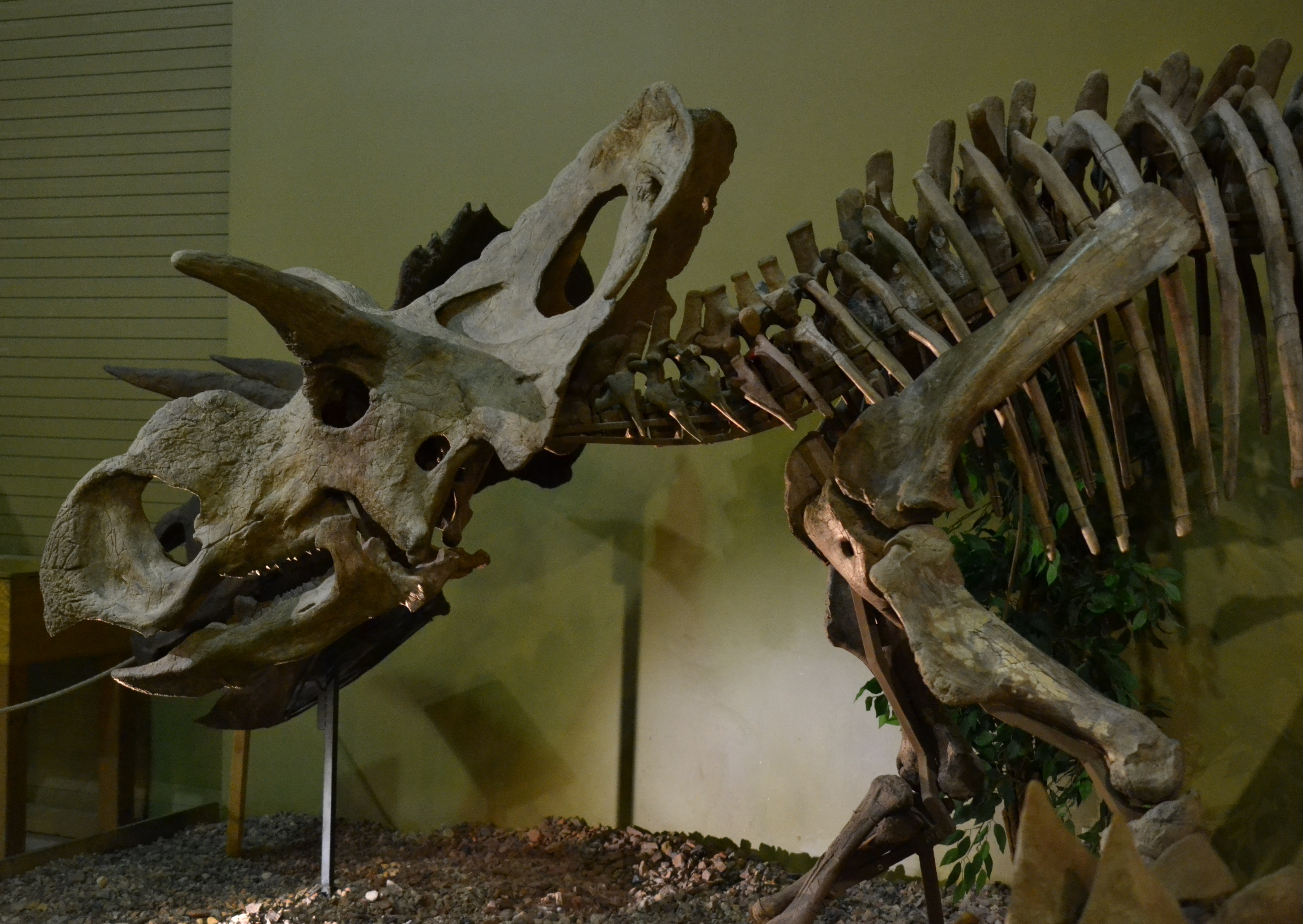
Visão lateral do esqueleto

O material conhecido de Medusaceratops veio de um terreno acidentado nas terras áridas do lado oeste de Kennedy Coulee, adjacente ao Rio Milk, na área natural desta última região, perto de Havre, no Condado de Hill em Montana. O material foi relatado pela primeira vez por Sweeney e Boyden (1993), que o consideraram representar a ocorrência mais meridional do Styracosaurus albertensis, com base em espinhos de babado identificados incorretamente. Trexler e Sweeney (1995) reinterpretaram os espinhos como núcleos de chifres de órbita ocular e notaram sua semelhança com os do nomen dubium Ceratops montanus de uma área próxima, no entanto, não puderam referir o material ósseo a qualquer táxon existente válido. O ossário, conhecido como Mansfield Bonebed (leito ósseo Mansfield) em homenagem ao seu proprietário, está localizado em um terreno privado e historicamente foi escavado por várias empresas comerciais. O material tipo de Medusaceratops e outros espécimes foram escavados mais recentemente e foram adquiridos pelo Wyoming Dinosaur Center da Canada Fossils, Ltd., de Calgary, Alberta. Material adicional da mesma escavação foi comprado e acessado pelo Museu Real Tyrrell de Paleontologia. A Canada Fossils, Ltd. também montou dois esqueletos compostos usando o material de Mansfield Bonebed que estão nas coleções do Wyoming Dinosaur Center e do Museu de Dinossauro da Prefeitura de Fukui, no Japão. No entanto, nenhum dos moldes tem uma reconstrução exata de Medusaceratops como foi descrito posteriormente.

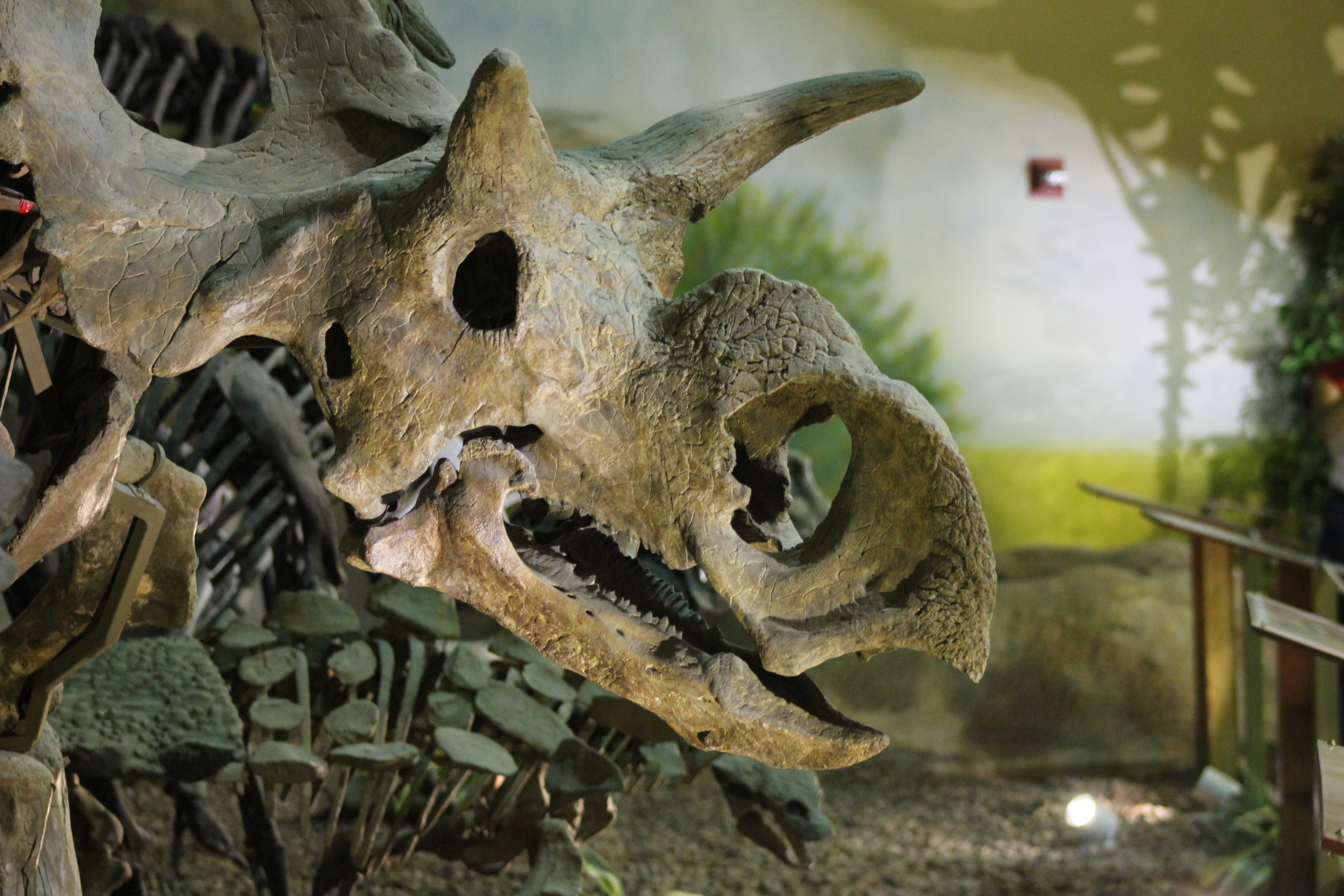
Restauração esquelética de um Medusaceratops

O nome Medusaceratops foi cunhado pelo paleontólogo canadense Michael J. Ryan do Museu de História Natural de Cleveland em 2003 em uma dissertação. Seus fósseis foram posteriormente confundidos com os de Albertaceratops, outro ceratopsiano centrossauríneo de Alberta que foi descrito por Ryan em 2007. Mais tarde, Ryan percebeu que os fósseis do leito ósseo de Mansfield não pertenciam a Albertaceratops. Medusaceratops foi formalmente descrito e denominado por Michael J. Ryan, Anthony P. Russell e Scott Hartman em 2010 e a espécie-tipo é Medusaceratops lokii. O nome genérico refere-se a Medusa, um monstro da mitologia grega cujo "cabelo" consiste em cobras e seu olhar pode transformar o homem em pedra, aludindo a uma característica única deste gênero - as grandes e grossas pontas de cobra que se estendem para os lados do folho, em combinação com o grego latinizado ceratops, que significa "cara chifruda", que é um sufixo comum para nomes de gêneros ceratopsianos. O nome específico lokii homenageia Loki, um deus causador de problemas na mitologia nórdica, em referência à confusão de anos que cercou as designações taxonômicas do material de Mansfield Bonebed antes de receber seu próprio nome.
O material do leito ósseo de Mansfield foi coletado da parte superior da Formação Judith River, em uma região onde é litologicamente equivalente à Formação Oldman do Canadá. O leito ósseo está localizado aproximadamente no mesmo nível que o holótipo de Albertaceratops, datando de 77,5 milhões de anos atrás, até o estágio médio do Campaniano do Cretáceo Superior. Assim, Medusaceratops foi considerado o representante do mais antigo casmossauríneo conhecido, até a denominação do Judiceratops por Longrich (2013), também da Formação de Judith River, mas de uma área equivalente à Formação Oldman inferior ou Formação Foremost superior.
No entanto, Ryan já havia indicado que parte do material de Mansfield representava não um casmossauríneo, mas um centrossauríneo. Chiba et al. em 2017 descreveu o novo material de Medusaceratops do Mansfield Bonebed, encontrado em 2011 e 2012 por David Trexler, indicando a presença de traços que eram característicos de Centrosaurinae no esqueleto de M. lokii. Eles concluíram que todo o material poderia ser referente a uma única espécie. A análise filogenética conduzida pelos autores indicou que Medusaceratops não era um membro de Chasmosaurinae afinal, mas sim um ceratopsídeo centrossauríneo inicial que estava mais intimamente relacionado a Centrosaurini e Pachyrhinosaurini do que Nasutoceratopsini.

## Descrição

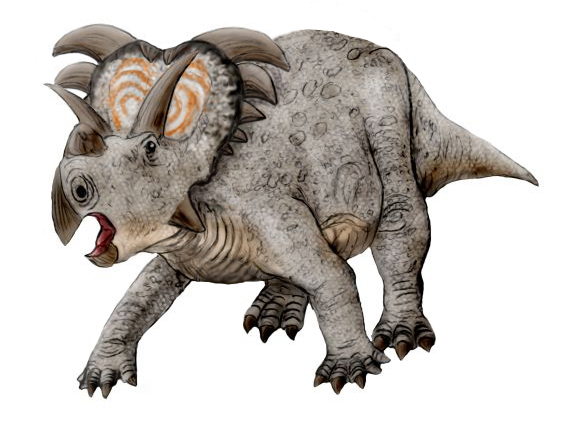
Representação artística do Medusaceratops

Dois parietais parciais (babados) que estão alojados no Wyoming Dinosaur Center foram escolhidos como o material tipo de Medusaceratops, incluindo o holótipo WDC DJR 001 e o paratipo WDC DJR 002. Embora todo o material casmossauríneo do leito ósseo de Mansfield fosse considerado referenciável para Medusaceratops, que totaliza várias centenas de elementos individuais, em sua descrição original apenas esses dois babados parciais foram descritos cientificamente enquanto o resto do material estava sendo reexaminado. Muitos dos outros elementos não são diagnosticáveis em um nível de gênero e só podem ser referenciados com segurança como Ceratopsidae.
Segundo sua descrição original, pensava-se que o Medusaceratops representava um casmossauríneo. Foi sugerido que com base apenas em seu material tipo, Medusaceratops era único entre os Chasmosaurinae por ter apenas três epiparietais (pontas do folho) em cada lado do folho. O primeiro par de pontas do folho é grande e o segundo é menor, e ambos são exclusivamente alargados na base, paquiostóticos, curvam para baixo nas laterais do folho e são deprimidos na frente do folho. O terceiro par de espinhos de babado é pequeno e triangular, não modificado em comparação com os primeiras casmossauríneos, mas de depressão semelhante, e faz fronteira com o osso esquamosal. O primeiro par de espículas de folho altamente alargado e curvo de Medusaceratops se assemelha ao terceiro par de ornamentação de folho do Albertaceratops, no entanto, pensava-se que Medusaceratops diferia (como todos os casmossauríneos) na falta de forma de aba, frequentemente sobrepondo-se do quarto ao sétimo pares da ornamentação de folho de centrossauríneos.
Isso foi contestado em 2018, pela descrição de material do leito ósseo de Mansfield adicional atribuível à Medusaceratops. Tornou-se aparente que os 1-3 picos de folho mencionados acima são, na verdade, picos 2-4. O primeiro epiparietal é pequeno e com aquisição variável e, portanto, foi mal interpretado antes. Pelo menos mais um par epiparietal também foi identificado (após o quarto), resultando em um total de pelo menos 5 pares, consistentes com centrossauríneos como Albertaceratops e Wendiceratops, mas não com casmossauríneos. O ramo da linha média do Medusaceratops, um osso que separa os dois lados do folho, também estava entre os materiais recém-descritos. É amplo, resultando em fenestras (orifícios) de folho mais redondos e menores, como em outros centrossauríneos. Assim, o novo estudo reatribuiu Medusaceratops a Centrosaurinae, entre os quais é mais semelhante a Albertaceratops e Wendiceratops.

## Classificação
Entre os ceratopsídeos válidos da Formação Judith River, o Medusaceratops pode ser diretamente distinguido do centrossauríneo Avaceratops, e dos casmossauríneos Judiceratops e Spiclypeus, baseado em sua ornamentação de folho única. Ele difere do casmossauríneo Mercuriceratops com base em seu osso esquamosal não tão exclusivo, como evidente a partir de ossos esquamosais recentemente descritos do Medusaceratops. Todo o material anteriormente atribuído aos centrossauríneos Albertaceratops da formação agora é atribuído a Medusaceratops ou considerado muito fragmentário.
O cladograma apresentado a seguir segue uma análise filogenética de Chiba et al. (2017) que redescreveu o Medusaceratops como um centrossauríneo:

|  | Diabloceratops eatoni    |
|  |                          |
|  | Machairoceratops cronusi |
|  |                          |

|  | Avaceratops lammersi (ANSP 15800) |
|  |                                   |
|  | MOR 692                           |
|  |                                   |
|  | CMN 8804                          |
|  |                                   |
|  | Nasutoceratops titusi             |
|  |                                   |
|  | Novo táxon de Malta               |
|  |                                   |

|  | Sinoceratops zhuchengensis |
|  |                            |
|  | Wendiceratops pinhornensis |
|  |                            |

|  | Centrosaurini     |
|  |                   |
|  | Pachyrhinosaurini |
|  |                   |

|  | Sinoceratops zhuchengensis |
|  |                            |
|  | Wendiceratops pinhornensis |
|  |                            |

|  | Centrosaurini     |
|  |                   |
|  | Pachyrhinosaurini |
|  |                   |

|  | Sinoceratops zhuchengensis |
|  |                            |
|  | Wendiceratops pinhornensis |
|  |                            |

|  | Centrosaurini     |
|  |                   |
|  | Pachyrhinosaurini |
|  |                   |

|  | Sinoceratops zhuchengensis |
|  |                            |
|  | Wendiceratops pinhornensis |
|  |                            |

|  | Centrosaurini     |
|  |                   |
|  | Pachyrhinosaurini |
|  |                   |

|  | Avaceratops lammersi (ANSP 15800) |
|  |                                   |
|  | MOR 692                           |
|  |                                   |
|  | CMN 8804                          |
|  |                                   |
|  | Nasutoceratops titusi             |
|  |                                   |
|  | Novo táxon de Malta               |
|  |                                   |

|  | Sinoceratops zhuchengensis |
|  |                            |
|  | Wendiceratops pinhornensis |
|  |                            |

|  | Centrosaurini     |
|  |                   |
|  | Pachyrhinosaurini |
|  |                   |

|  | Sinoceratops zhuchengensis |
|  |                            |
|  | Wendiceratops pinhornensis |
|  |                            |

|  | Centrosaurini     |
|  |                   |
|  | Pachyrhinosaurini |
|  |                   |

|  | Sinoceratops zhuchengensis |
|  |                            |
|  | Wendiceratops pinhornensis |
|  |                            |

|  | Centrosaurini     |
|  |                   |
|  | Pachyrhinosaurini |
|  |                   |

|  | Sinoceratops zhuchengensis |
|  |                            |
|  | Wendiceratops pinhornensis |
|  |                            |

|  | Centrosaurini     |
|  |                   |
|  | Pachyrhinosaurini |
|  |                   |

|  | Diabloceratops eatoni    |
|  |                          |
|  | Machairoceratops cronusi |
|  |                          |

|  | Avaceratops lammersi (ANSP 15800) |
|  |                                   |
|  | MOR 692                           |
|  |                                   |
|  | CMN 8804                          |
|  |                                   |
|  | Nasutoceratops titusi             |
|  |                                   |
|  | Novo táxon de Malta               |
|  |                                   |

|  | Sinoceratops zhuchengensis |
|  |                            |
|  | Wendiceratops pinhornensis |
|  |                            |

|  | Centrosaurini     |
|  |                   |
|  | Pachyrhinosaurini |
|  |                   |

|  | Sinoceratops zhuchengensis |
|  |                            |
|  | Wendiceratops pinhornensis |
|  |                            |

|  | Centrosaurini     |
|  |                   |
|  | Pachyrhinosaurini |
|  |                   |

|  | Sinoceratops zhuchengensis |
|  |                            |
|  | Wendiceratops pinhornensis |
|  |                            |

|  | Centrosaurini     |
|  |                   |
|  | Pachyrhinosaurini |
|  |                   |

|  | Sinoceratops zhuchengensis |
|  |                            |
|  | Wendiceratops pinhornensis |
|  |                            |

|  | Centrosaurini     |
|  |                   |
|  | Pachyrhinosaurini |
|  |                   |

|  | Avaceratops lammersi (ANSP 15800) |
|  |                                   |
|  | MOR 692                           |
|  |                                   |
|  | CMN 8804                          |
|  |                                   |
|  | Nasutoceratops titusi             |
|  |                                   |
|  | Novo táxon de Malta               |
|  |                                   |

|  | Sinoceratops zhuchengensis |
|  |                            |
|  | Wendiceratops pinhornensis |
|  |                            |

|  | Centrosaurini     |
|  |                   |
|  | Pachyrhinosaurini |
|  |                   |

|  | Sinoceratops zhuchengensis |
|  |                            |
|  | Wendiceratops pinhornensis |
|  |                            |

|  | Centrosaurini     |
|  |                   |
|  | Pachyrhinosaurini |
|  |                   |

|  | Sinoceratops zhuchengensis |
|  |                            |
|  | Wendiceratops pinhornensis |
|  |                            |

|  | Centrosaurini     |
|  |                   |
|  | Pachyrhinosaurini |
|  |                   |

|  | Sinoceratops zhuchengensis |
|  |                            |
|  | Wendiceratops pinhornensis |
|  |                            |

|  | Centrosaurini     |
|  |                   |
|  | Pachyrhinosaurini |
|  |                   |